# 하코다테시

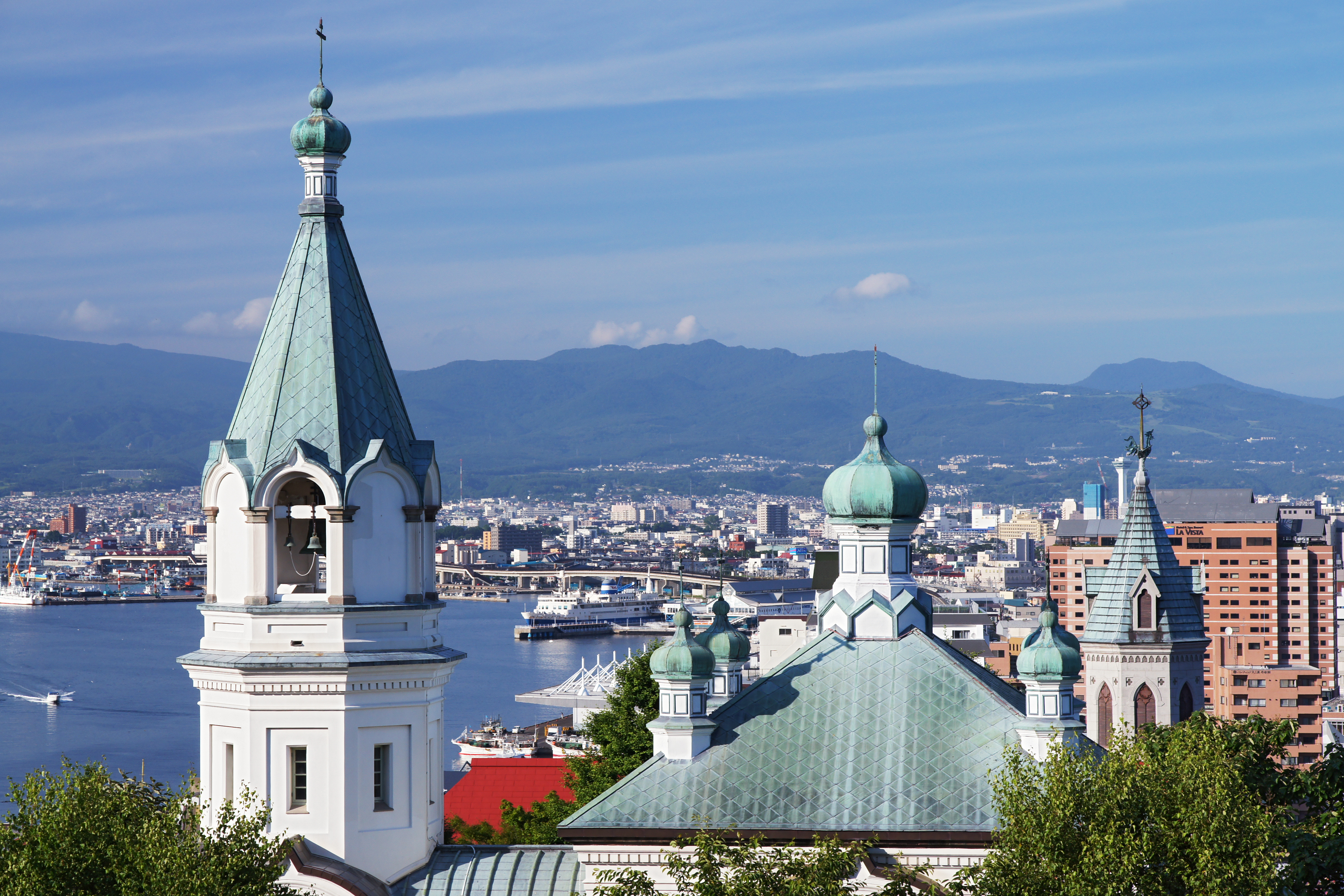
하코다테시

하코다테시(일본어: 函館市 하코다테시[*], 문화어: 하꼬다떼시)는 일본 홋카이도 남부에 있는 시이다. 홋카이도에서는 삿포로시, 아사히카와시에 이어 3번째로 인구가 많으며, 중핵시로 지정되어 있다. 홋카이도 내에서 비교적 온난한 기후로 인해 교통의 요충지로 발전했고, 홋카이도 남부의 행정·경제·문화 중심지로 기능하고 있다. 어업과 관광을 겸하고 있다.

## 명칭
과거 이곳은 우스케시(宇須岸)로 불렸다. 1454년 난부씨와의 싸움에서 패한 쓰가루의 호족인 안도 마사스에 및 다케다 노부히로 등과 함께 에조치로 건너 온 고노 마사미치가 하코다테산 기슭(현재의 야요이정 부근)에 쌓은 관(‘우스케시관’ 또는 ‘고노관’으로 불린다)이 상자를 닮았기 때문에 하코다테(箱館)로 불리게 되었고, 메이지 시대에 하코다테(函館)로 고쳤다고 하지만 여러 설이 있다.

## 지리

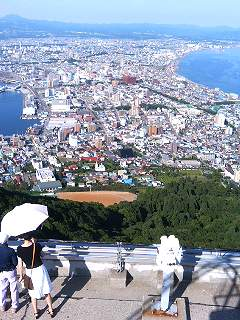
하코다테 시가지

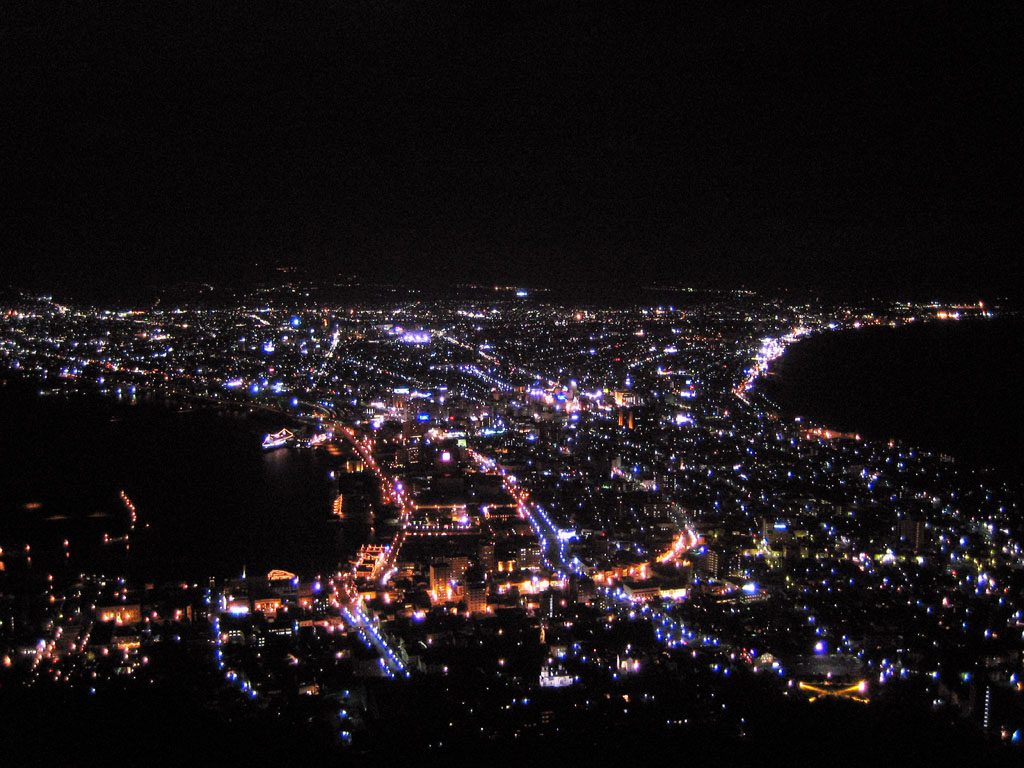
하코다테의 야경

### 지리
홋카이도 오시마반도 남부, 가메다반도에 위치하고 동서쪽과 남쪽은 바다(쓰가루 해협과 하코다테만)와 접한다. 시가지는 옛 화산인 하코다테산과 연결되는 육계도인 하코다테 반도에서 나나에하마 방면·가메다 평야 방면·요코쓰다케 기슭 방면으로 펼쳐져 있다.
깊은 후미가 있는 부채를 편 것 같은 지형 때문에 하코(巴港)로 불리는 천연의 양항으로 번창했다.
- 산
  - 하코다테산

- 반도
  - 가메다반도
  - 오시마반도

- 바다
  - 쓰가루 해협
  - 태평양

### 기후
쓰시마 해류의 영향으로 홋카이도의 도시 중에서는 겨울 추위가 심하지 않고 강설량도 적다. 또 여름의 평균 기온은 삿포로보다도 낮다. 근래에는 기후변화와 열섬현상 등으로 겨울이 따뜻해지는 추세이다. 역대 최고기온은 33.6도이며 역대 최저기온은 영하 21.7도이다.
| 하코다테시의 기후                                            | 하코다테시의 기후 | 하코다테시의 기후 | 하코다테시의 기후 | 하코다테시의 기후 | 하코다테시의 기후 | 하코다테시의 기후 | 하코다테시의 기후 | 하코다테시의 기후 | 하코다테시의 기후 | 하코다테시의 기후 | 하코다테시의 기후 | 하코다테시의 기후 | 하코다테시의 기후 |
| 월                                                           | 1월               | 2월               | 3월               | 4월               | 5월               | 6월               | 7월               | 8월               | 9월               | 10월              | 11월              | 12월              | 연간              |
| ------------------------------------------------------------ | ----------------- | ----------------- | ----------------- | ----------------- | ----------------- | ----------------- | ----------------- | ----------------- | ----------------- | ----------------- | ----------------- | ----------------- | ----------------- |
| 역대 최고 기온 °C (°F)                                       | 12.5 (54.5)       | 13.6 (56.5)       | 16.9 (62.4)       | 23.0 (73.4)       | 28.0 (82.4)       | 29.1 (84.4)       | 33.6 (92.5)       | 35.4 (95.7)       | 32.6 (90.7)       | 27.8 (82.0)       | 21.5 (70.7)       | 16.3 (61.3)       | 35.4 (95.7)       |
| 일평균 최고 기온 °C (°F)                                     | 0.9 (33.6)        | 1.8 (35.2)        | 5.8 (42.4)        | 12.0 (53.6)       | 17.0 (62.6)       | 20.4 (68.7)       | 24.1 (75.4)       | 25.9 (78.6)       | 23.2 (73.8)       | 17.1 (62.8)       | 10.0 (50.0)       | 3.2 (37.8)        | 13.5 (56.3)       |
| 일일 평균 기온 °C (°F)                                       | −2.4 (27.7)       | −1.8 (28.8)       | 1.9 (35.4)        | 7.3 (45.1)        | 12.3 (54.1)       | 16.2 (61.2)       | 20.3 (68.5)       | 22.1 (71.8)       | 18.8 (65.8)       | 12.5 (54.5)       | 6.0 (42.8)        | −0.1 (31.8)       | 9.4 (48.9)        |
| 일평균 최저 기온 °C (°F)                                     | −6.0 (21.2)       | −5.7 (21.7)       | −2.2 (28.0)       | 2.8 (37.0)        | 8.0 (46.4)        | 12.6 (54.7)       | 17.3 (63.1)       | 18.9 (66.0)       | 14.6 (58.3)       | 7.8 (46.0)        | 1.8 (35.2)        | −3.6 (25.5)       | 5.5 (41.9)        |
| 역대 최저 기온 °C (°F)                                       | −21.7 (−7.1)      | −20.4 (−4.7)      | −18.9 (−2.0)      | −8.6 (16.5)       | −5.0 (23.0)       | 2.0 (35.6)        | 6.3 (43.3)        | 9.0 (48.2)        | 1.7 (35.1)        | −4.0 (24.8)       | −12.1 (10.2)      | −19.4 (−2.9)      | −21.7 (−7.1)      |
| 평균 강수량 mm (인치)                                        | 77.4 (3.05)       | 64.5 (2.54)       | 64.1 (2.52)       | 71.9 (2.83)       | 88.9 (3.50)       | 79.8 (3.14)       | 123.6 (4.87)      | 156.5 (6.16)      | 150.5 (5.93)      | 105.6 (4.16)      | 110.8 (4.36)      | 94.6 (3.72)       | 1,188 (46.77)     |
| 평균 강설량 cm (인치)                                        | 91 (36)           | 74 (29)           | 41 (16)           | 2 (0.8)           | 0 (0)             | 0 (0)             | 0 (0)             | 0 (0)             | 0 (0)             | 0 (0)             | 18 (7.1)          | 79 (31)           | 306 (120)         |
| 평균 강수일수 (≥ 0.5 mm)                                     | 19.9              | 17.5              | 16.8              | 12.2              | 11.1              | 8.9               | 10.2              | 10.4              | 11.9              | 12.9              | 16.7              | 19.2              | 167.7             |
| 평균 강설일수                                                | 27.9              | 24.6              | 21.3              | 6.4               | 0.0               | 0.0               | 0.0               | 0.0               | 0.0               | 1.2               | 11.8              | 25.8              | 118.7             |
| 평균 상대 습도 (%)                                           | 73                | 71                | 68                | 67                | 73                | 79                | 82                | 81                | 76                | 73                | 71                | 74                | 74                |
| 평균 월간 일조시간                                           | 103.1             | 117.9             | 158.7             | 186.1             | 198.5             | 172.6             | 134.4             | 148.0             | 160.8             | 163.9             | 109.4             | 91.5              | 1,744.9           |
| 출처: 일본 기상청 (평년값: 1991년~2020년, 극값: 1872년~현재) |                   |                   |                   |                   |                   |                   |                   |                   |                   |                   |                   |                   |                   |

### 인접한 자치체
- 홋카이도
  - 가메다군
    - 나나에정

  - 가야베군
    - 시카베정

  - 호쿠토시
- 아오모리현
  - 시모키타군
    - 오마정

## 역사

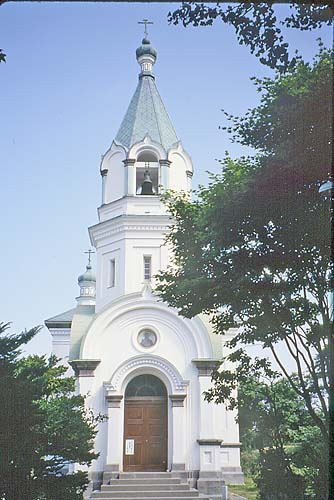
1859년에 창건한 일본 최초의 러시아 정교회 교회당

에도 시대에 다카다야 가헤에가 하코다테를 거점으로 했다. 에조치 교역의 장으로 번창했고 마쓰마에번의 관청이 놓였다. 에조치가 천령(막부 직할령)이 되면서 막부의 봉행소가 놓였다. 19세기 홋카이도가 본격적으로 개척될 무렵 하코다테가 개항되어 바깥 세상에 문호를 개방하였다.
메이지의 개척사 시대에는 출장소와 지청이 설립되었다. 이후 그것들이 폐지되어 홋카이도청이 설립될 때까지 얼마 안되는 기간 동안 하코다테현의 현청 소재지이기도 했다. 이 때문에 홋카이도 남부의 중심지로 국가의 주요 파견 기관이나 홋카이도의 파견 기관인 오시마 종합진흥국 등 행정 기관이 여럿 소재하고 있다.
지리적으로 홋카이도에서 혼슈와 가장 가까운 항구도시이기 때문에 메이지 시대부터 해운이 발달했고 홋카이도와 혼슈의 연결망으로 이전에는 세이칸 연락선이, 현재는 정기 페리가 아오모리 사이에 취항하고 있어 물류의 연결점이 되고 있다. 삿포로와의 육상 교통은 철도로는 하코다테 본선이, 도로로는 국도가 있다.
일본의 고도 경제성장기에는 조선업과 그 관련 산업이 많이 번창해 도시가 활기찼지만, 오일 쇼크를 기점으로 침체하기 시작했다. 예전에는 북양 어업의 기지로 번창해 어선단의 일제 출어 등도 볼 수 있었지만, 러시아(당시는 소련)의 200해리 경제 수역 설정 이후에는 그 모습이 사라져 버렸다. 버블 경제 붕괴 후에는 예전보다 거리의 빈 집이나 빌딩의 공실, 공터(주차장) 등이 눈에 띄게 많아졌다.
이러한 지역 경제 악화에 대응해 기업 유치를 진행하고 있고, 20세기 말부터는 정보계 대학의 설립에 의한 IT 산업 육성이나 ‘국제 수산·해양 도시 구상’에 근거한 시도 등 새로운 지역 발전을 향한 대책을 마련하고 있다.
- 1454년 - 고노 마사미치가 우스케시(원래는 아이누어로 '만의 구석'을 의미하는 우쇼로케시)로 불리던 어촌에 관을 세웠다. 이 관이 상자 형태를 닮았다는 점에서 하코다테(箱館)로 불리게 되었다.
- 1859년 - 미일 수호 통상 조약에 의해 일본 최초의 국제 무역항으로 개항해 외국인 거류지가 설치되었다.
- 1868년 - 보신 전쟁 후기에 에노모토 다케아키 등이 하코다테를 점령하여 에조 공화국을 선언하고 고료카쿠를 거점으로 했다(하코다테 전쟁).
- 1869년 - 하코다테(箱館)에서 하코다테(函館)로 개칭했다.
- 1882년 - 개척사가 폐지되고 하코다테현이 설치되면서 하코다테현청 소재지가 되었다.
- 1886년 - 3현 폐지로 홋카이도청이 설립되고 하코다테현청이 폐청되었다.
- 1899년 - 하코다테구가 성립하였다.
- 1922년 - 하코다테구가 시로 승격해 하코다테시가 되었다.
- 1934년 - 하코다테 대화재가 발생하였다.
- 1939년 - 가메다군 유가와정이 하코다테시에 편입 합병되었다.
- 1961년 - 하코다테 공항이 개항하였다.
- 1966년 - 가메다군 제니카메자와촌이 하코다테시에 편입 합병되었다.
- 1973년 - 가메다시가 하코다테시에 편입 합병되었다.
- 2000년 - 특례시로 지정되었다.
- 2004년 - 가메다군 도이정·에산정·도도홋케촌·가야베군 미나미카야베정이 하코다테시에 편입 합병되었다.
- 2005년 - 중핵시로 지정되었다.

## 산업

고료카쿠

주요 산업은 어업과 관광업이다.

### 관광지
- 고료카쿠
- 유노카와 온천

## 교육

### 대학
국립
- 홋카이도 대학, 하코다테 캠퍼스
- 홋카이도 교육대학, 하코다테 캠퍼스

사립
- 하코다테 대학

## 교통

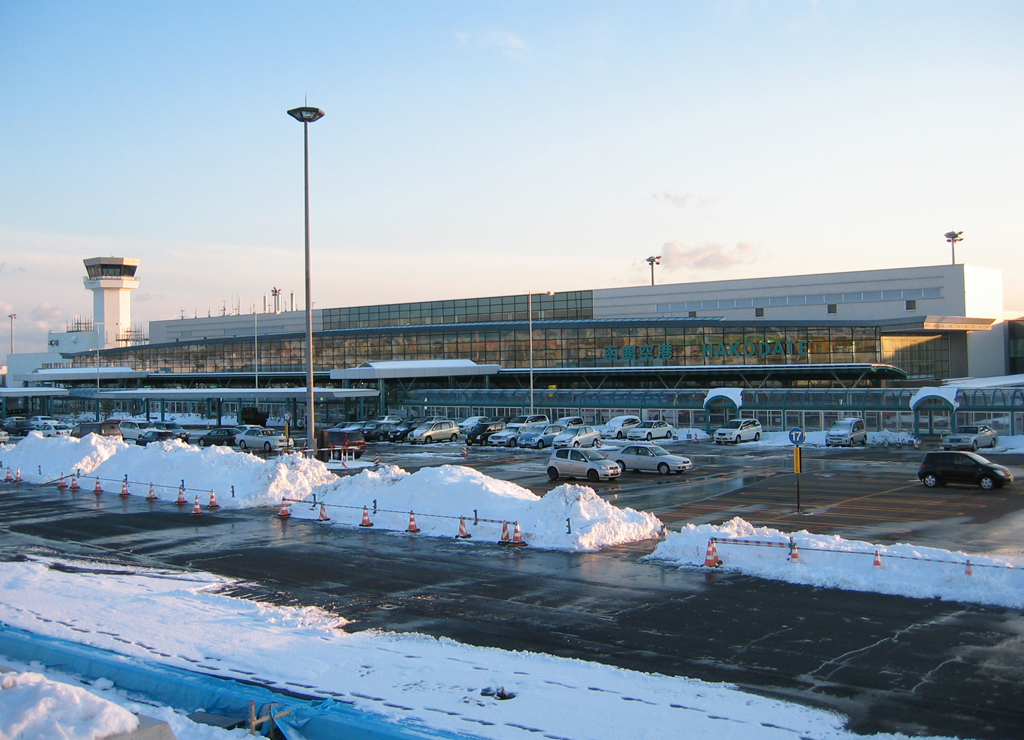
하코다테 공항

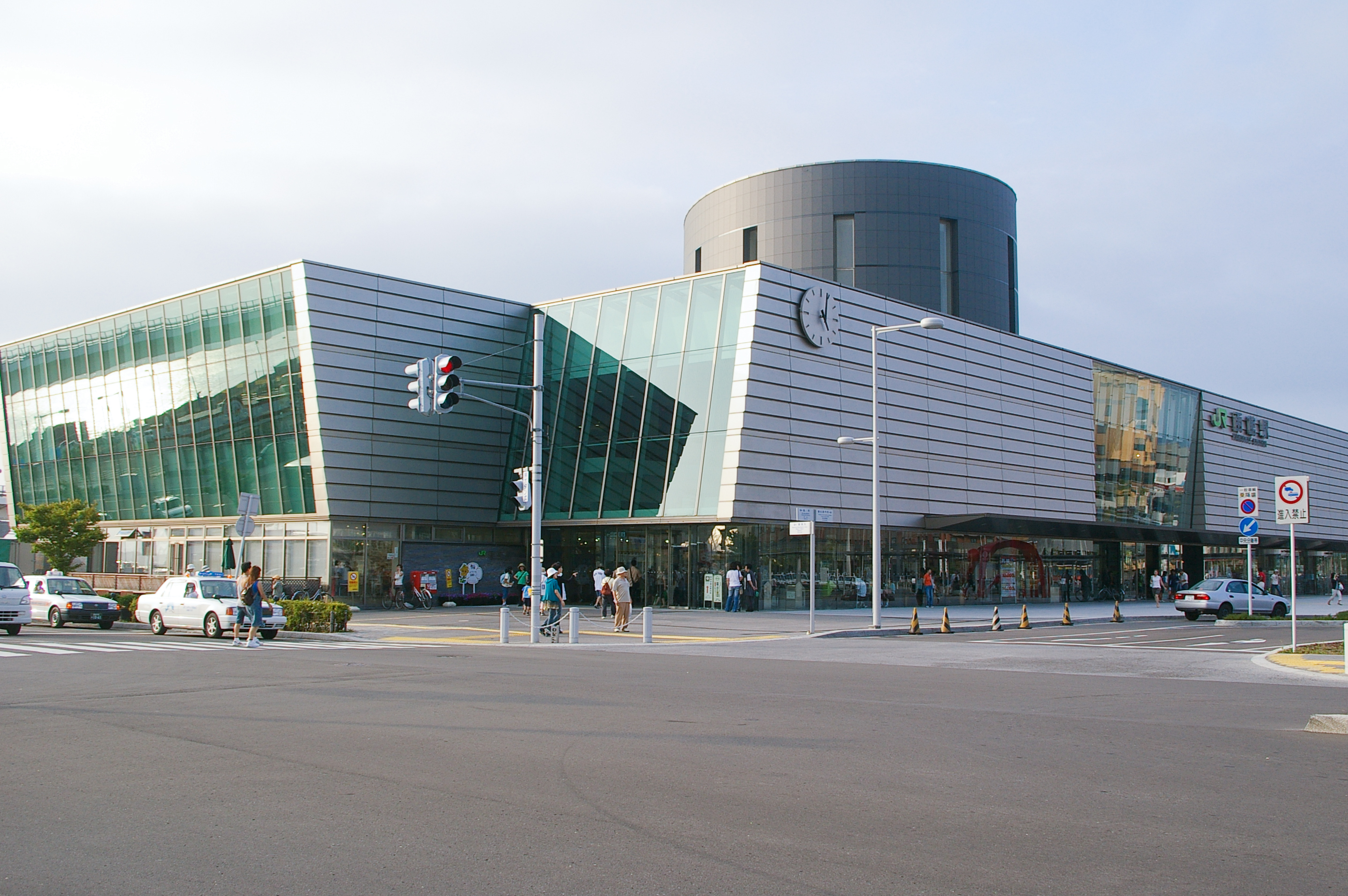
하코다테역

### 공항
- 하코다테 공항

### 철도
- 홋카이도 여객철도
  - 하코다테 본선: 하코다테역 - 고료카쿠역 - 기쿄역
- 도난 이사리비 철도
  - 도난 이사리비 철도선: 고료카쿠역
- 하코다테시 기업국 교통부
  - 노면전차

### 도로
- 하코다테 신도
- 하코다테에사시 자동차도
- 하코다테 신외환상도로
- 국도 제5호선
- 국도 제227호선
- 국도 제228호선
- 국도 제278호선
- 국도 제279호선
- 국도 제280호선(일본어판)
- 국도 제338호선

## 인구
| 연도                     | 인구    | ±%      |
| ------------------------ | ------- | ------- |
| 1873                     | 28,825  | —       |
| 1920                     | 144,749 | +402.2% |
| 1925                     | 163,972 | +13.3%  |
| 1930                     | 197,252 | +20.3%  |
| 1935                     | 207,480 | +5.2%   |
| 1940                     | 203,862 | −1.7%   |
| 1950                     | 228,994 | +12.3%  |
| 1955                     | 242,582 | +5.9%   |
| 1960                     | 243,012 | +0.2%   |
| 1965                     | 243,418 | +0.2%   |
| 1970                     | 241,663 | −0.7%   |
| 1975                     | 307,453 | +27.2%  |
| 1980                     | 320,154 | +4.1%   |
| 1985                     | 319,194 | −0.3%   |
| 1990                     | 307,249 | −3.7%   |
| 1995                     | 298,881 | −2.7%   |
| 2000                     | 287,637 | −3.8%   |
| 2005                     | 294,264 | +2.3%   |
| 2010                     | 279,127 | −5.1%   |
| 2015                     | 265,979 | −4.7%   |
| 출처: 일본 총무성 통계국 |         |         |

## 자매 도시
- 일본 아오모리현 아오모리시(1989년 3월 13일)
- 캐나다 노바스코샤주 핼리팩스(1982년 11월 25일)
- 러시아 프리모르스키 지방 블라디보스토크(1992년 7월 28일)
- 오스트레일리아 뉴사우스웨일스주 레이크 매콰리(1992년 7월 31일)
- 러시아 사할린주 유즈노사할린스크(1997년 9월 27일)
- 중국 톈진시(2001년 10월 18일)
- 대한민국 경기도 고양시(2011년 8월 1일)

## 출신 인물
- YUKI
- 글레이
- 마츠이 나오코
- 요코타 마사토시(일본 최고재판소 장관)

## 명소

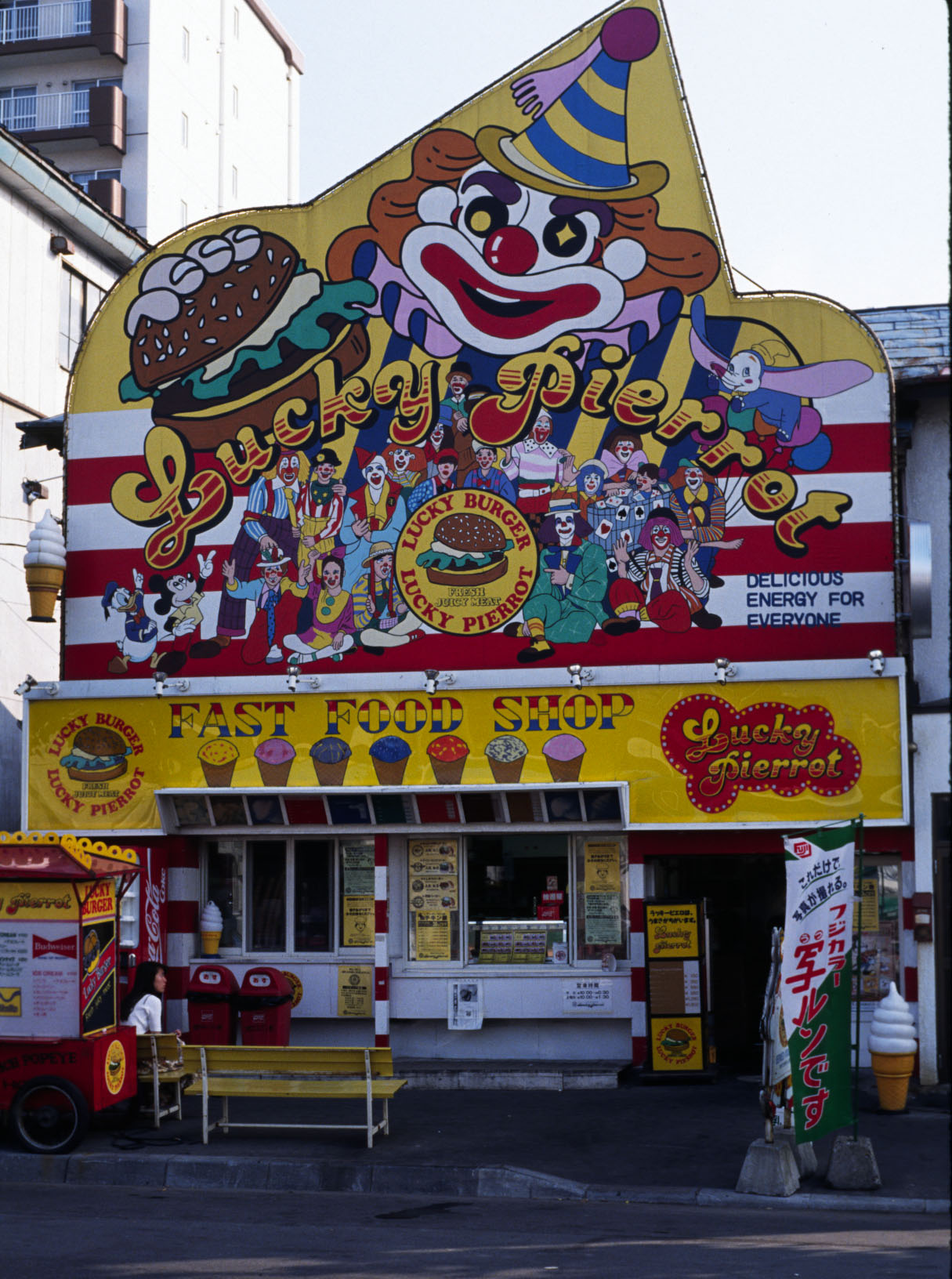
럭키 피에로 햄버거

- 이 지역은 고래고기로 유명한 항구도시이다.
- 이색 햄버거 체인점인 럭키 피에로 햄버거가 이 지역에만 있다. 이 가게는 햄버거 맛도 좋지만 카레도 맛있다.
- 나폴리, 홍콩과 함께 세계 3대 야경으로 유명하다.